# الدمن (العدين)

تعديل مصدري - تعديل

الدمن محلة تابعة لقرية النخلة، التابعة لعزلة بني هات بمديرية العدين إحدى مديريات محافظة إب في الجمهورية اليمنية، بلغ تعداد سكانها 36 حسب تعداد اليمن لعام 2004.